# Aram Chačaturjan
Aram Iljič Chačaturjan (arménsky Արամ Խաչատրյան, Aram Chačatrjan, rusky Ара́м Ильи́ч Хачатуря́н) (24. květnajul./ 6. června 1903greg., Kodžori nebo Tbilisi – 1. května 1978, Moskva) byl sovětsko-arménský hudební skladatel, klavírista a dirigent. Světový věhlas mu získala zejména věta z posledního jednání jeho baletu Gajané s názvem Šavlový tanec, dokončená v roce 1942, která evokuje arménský vířivý bojový tanec, při němž tanečníci prokazují své umění se šavlemi.

## Dílo
- Balety: Spartakus a Gajané (obsahuje slavný Šavlový tanec)
- Hudba k dramatu Valencijská vdova, Maškaráda a Macbeth
- 3 koncerty – klavírní, houslový a violoncellový
- Symfonická báseň O Stalinovi (premiéra 29.11.1938)

Použití ve filmu:
- Šavlový tanec se proslavil v 60. letech po celém světě jako hlavní hudební téma ve slavné filmové komedii Raz, dva, tři režiséra Billyho Wildera.
- Toccata pro klavír
- Poema pro klavír
- Album pro mládež – klavír
- Andantino